# پاشلک رنگین
پاشلک رنگین یا پاشلک شال‌گردنی (به انگلیسی: Painted-snipe) گروهی از پرندگان در تیرۀ پاشلکان رنگین (نام علمی: Rostratulidae) از راسته سلیم‌سانان است.